# Guillaume III de Cagliari
Guillaume III de Cagliari (en italien Guglielmo di Cèpola) (né à Cèpola mort à Gênes en 1258) (en sarde Guglielmu III Salusiu VI) est le dernier juge de Cagliari de 1256 à 1258.

## Biographie
Guillaume de Cèpola, fils du marquis Russo de Cèpola  est réputé être le neveu du Juge Guillaume II de Cagliari. Il est probablement originaire de la cité homonyme située dans la région de Cagliari et il prend le titre de Juge de Cagliari sous le nom traditionnel de Guglielmu III Salusiu VI après le meurtre de son « cousin » Chiano dit Giuanni Trogodori V.
Guillaume III poursuit la politique de son prédécesseur comme allié de la république de Gênes contre les prétentions hégémoniques de la république de Pise en Sardaigne et dès le 25 octobre 1256 il confirme les accords conclus par Chiano qui sont de nouveau ratifiés à Gênes par le podestat Filippo della Torre le 17 novembre suivant. Il est immédiatement attaqué par les autres Juges de Sardaigne qui forment une coalition favorable à Pise dont ils sont tous trois issus.
Le 20 juillet 1258, après 14 mois de combat, Santa Igia, la capitale du Judicat est prise et Guillaume est contraint de s'enfuir et de se réfugier à Gênes où il meurt peu de temps après. Le Judicat de Cagliari cesse alors d'exister et son territoires est partagé en trois parts entre les vainqueurs: les Della Gherardesca Donoratico  reçoivent le Sulcis et l'Iglesiente (1258-1350), les Visconti de Gallura la zone nord orientale (1258-1308), le Judicat d'Arborée la zone septentrionale (1258-1295) l'ensemble sous la suzeraineté de la république de Pise qui contrôle directement le château de Castro et ses dépendances.